# Termoelektrický jev
Peltierův–Seebeckův jev (nebo také termoelektrický jev) je přímou přeměnou rozdílu teplot na elektrické napětí a naopak. Peltierův jev a Seebeckův jev jsou vlastně opaky sebe navzájem. Mezi související jevy patří Thomsonův jev a ohřev Jouleovým teplem.[zdroj⁠?!] Peltierův–Seebeckův jev i Thomsonův jev jsou vratné, zatímco ohřev jouleovým teplem nemůže být vratným procesem podle zákonů termodynamiky.
Tento jev se používá ke generování elektřiny, k měření elektřiny, nebo k chlazení objektů. Poněvadž řízení ohřevu a chlazení je určeno velikostí použitého napětí, zařízení pracující na termoelektrickém jevu jsou vhodné tam, kde je požadována kontrola teploty.

## Seebeckův jev
Seebeckův jev je přeměna teplotních rozdílů přímo na elektrické napětí.
Tento jev byl poprvé náhodně objeven v roce 1821 německým fyzikem Thomasem Johannem Seebeckem, který zjistil, že existuje elektrické napětí mezi dvěma konci kovové tyčky, pokud mezi těmito konci existuje teplotní gradient ΔT.
Zjistil také, že kompasová střelka je odkloněna, pokud je vytvořena uzavřená smyčka ze dvou různých kovů s teplotním rozdílem mezi spoji. Je tomu tak z důvodu rozdílné odezvy kovů na teplotní rozdíly, což vytváří proudovou smyčku, která způsobuje vznik magnetického pole.
Jev je vznik napětí, který nastává při teplotních rozdílech mezi dvěma rozdílnými kovy nebo polovodiči. To způsobuje nepřetržité proudění elektronů, pokud vodiče vytvoří uzavřený obvod. Vzniklé napětí je v řádu několika mikrovoltů na stupeň Celsia.
V následujícím obvodu může být měřené napětí U níže uvedeným vzorcem.
{\displaystyle U=\int _{T_{1}}^{T_{2}}\left(S_{\mathrm {B} }(T)-S_{\mathrm {A} }(T)\right)\,dT}
SA a SB jsou Seebeckovy koeficienty  kovů A a B, T1 a T2 jsou teploty spojů. Seebeckovy koeficienty jsou nelineární a závisejí na teplotě vodičů, použitém materiálu a jeho molekulární struktuře. Pokud jsou Seebeckovy koeficienty v daném rozsahu teplot přibližně konstantní, může být výše uvedená rovnice linearizována.
{\displaystyle U=(S_{\mathrm {B} }-S_{\mathrm {A} })\cdot (T_{2}-T_{1})}

## Tok částic difuzí
Tok částic v materiálech (elektrony v kovu, elektrony a díry v polovodičích, Ionty v Iontových vodičích) bude difundovat, když na jednom konci vodiče bude rozdílná teplota oproti druhému konci vodiče. Horká částice difunduje z horkého konce na studený konec, jakmile je nižší hustota horkých částic na studeném konci vodiče. Studená částice difunduje ze studeného konce na horký konec ze stejného důvodu.